# Felipe Larios
Felipe Larios Guerrero (* 1813 oder 1817 in Mexiko-Stadt; † 5. August 1886) war ein mexikanischer Musiker, Musikpädagoge, Dirigent und Komponist.

## Leben
Larios hatte den ersten Musikunterricht bei Eduardo Campuzano und Mariano Malpica an der Schule der Kathedrale von Mexiko-Stadt und wurde Sänger und Solist im Kathedralchor sowie im Chor der Basilika Unserer Lieben Frau von Guadalupe. Im Alter von dreizehn Jahren nahm er Unterricht bei Mateo Velasco in den Fächern Klavier und Harmonielehre. Später besuchte er Kurse für Instrumentation, Kontrapunkt und Fuge bei José Antonio Gómez. Ab 1836 war er Orchestermusiker sowie – auf Empfehlung Agustín Caballeros – Chorleiter an der Basílica de Guadalupe.
Vorwiegend widmete sich Larios der Lehrtätigkeit. Er gründete den Lehrstuhl für Harmonielehre am Konservatorium der Sociedad Filarmónica Mexicana, wo u. a. Lauro Beristáin, Tomás León, Aniceto Ortega, Miguel Planas, Gustavo E. Campa und Melisio Morales zu seinen Schülern zählten. Letzterer wurde sein Nachfolger auf dem Lehrstuhl für Harmonielehre. Neben kirchenmusikalischen Werken (Messen, Matineen, Responsorien, Antiphone, Hymnen) komponierte Larios Klavier-, Vokal- und Orchestermusik. Außerdem verfasste er theoretische Abhandlungen vor allem zur Harmonielehre.

## Werke
für Klavier
- El café
- El Sacamandú
- El yankee
- Elartillero
- La campana de San Juan
- Al mexicano

Vokalwerke
- El obsequio
- La graciosa canción de la Virgen del Pilar

für Orchester
- Obertura Nezahualcóyotl